# Friedrich Fedde
Friedrich Karl Georg Fedde, född 30 juni 1873 i Breslau, död 14 mars 1942 i Berlin-Dahlem, var en tysk botaniker.
Friedrich Fedde blev filosofie doktor 1896 och var från 1902 överlärare vid Mommsengymnasiet i Berlin-Charlottenburg. Han ägnade sina vetenskapliga skrifter åt systematik och växtgeografi, för vilka vetenskapsgrenars befrämjande han spelade en stor roll genom utgivandet av tidskriften Repertorium novarum specierum regni vegetabilis (1905 ff.), vartill anknöts Beihefte (1915 ff.). Bland Feddes skrifter märks Versuch einer Monographie der Gattung Mahonia (i Botanische Jahrbücher, 1901), Papaveraceae (i Das Pflanzenreich, 1909), Papaveraceae (i Die natürlichen Pflanzenfamilien, 1936).